# 第十四噶瑪巴·特丘多傑
德丘多傑（藏語：ཐེག་མཆོག་རྡོ་རྗེ་，威利转写：theg mchog rdo rje，藏语拼音：Thekchok Dorje；1798年—1868年），第十四世噶瑪巴，生於藏東多康區札莫岡地方的達囊村，曾傳授噶举派教法給利美運動發起人蔣揚欽哲汪波，為藏传佛教噶举派最高宗教領袖。

## 生平
德丘多傑生於藏曆火蛇年（西元1798年）十二月十日藏東多康區札莫岡地方的達囊村。當他出生時，天空出現許多彩虹，德丘多傑自然地念誦著十二元音咒。聽聞此事，噶居派喇嘛竹千昆津卻吉囊哇與錫度祖古和嘉察祖古都派出了搜尋隊伍在達囊村會合，並一起將這名男孩帶往噶瑪貢寺。由於各種訊息都與前世噶瑪巴預言信一致，於是錫度祖古正式確證德丘多傑為噶瑪巴轉世，並授予他基本戒。 
德丘多傑待在噶瑪貢寺達數年，接受了許多密續教法，並研讀不同版本的蓮花生大士傳。在十九歲那年，他又前往祖普寺，接受各種教法及秘密傳承，並領受具足戒，重建當地的舍利塔及佛殿，並建立了竹德桑騰林禪修中心。 
受到利美運動的影響，德丘多傑將噶居傳承的教法授與蔣貢康楚和蔣揚欽哲汪波，也從德童秋吉林巴處獲得普巴金剛成就法，並規定普巴金剛法會和蓮師的金剛舞儀式每年在楚布寺交替舉行。
之後德丘多傑前往岡底斯山朝聖，據信他在聖湖瑪納撒若伐湖中入定。他遍訪山中廟宇，並親見上樂金剛。之後前往擦里也得以親見度母與上樂金剛，並示現石上留下足印的神通。然後他返回祖普寺，將全部的教法傳授給竹千昆津蔣措以及蔣貢康楚仁波切，並在留下了轉世預言信給多助祖古和邱汪祖古後以七十一歲高齡辭世。

## 弟子
- 第八世竹千法王仁波切竹千昆津蔣措
- 第一世蔣貢祖古蔣貢康楚仁波切
- 第一世轉世祖古達藏德東天帕拉傑
- 第八世仲巴祖古居美天沛
- 巴渥仁波切巴渥楚拉寧借
- 迭千秋吉林巴
- 蔣揚欽哲汪波[4]